# Dějiny Macaa
Dějiny Macaa zasahují již do období neolitu. Svou polohou oblast později sloužila hlavně k obchodním účelům.

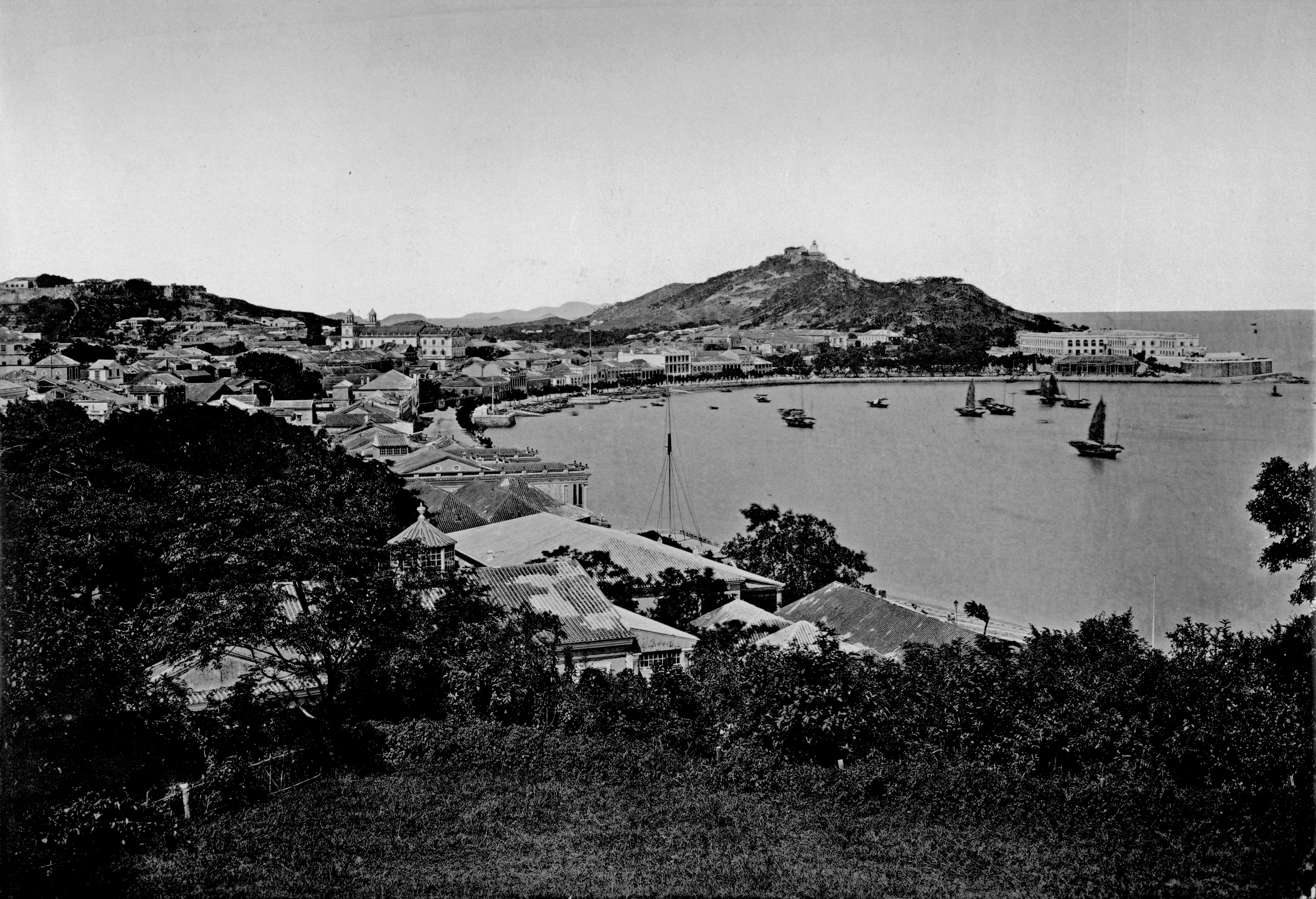
Macao

Až v 90. letech 20. století se Macao soustředilo spíše na turistický ruch a hazardní průmysl. Často je označován jako „asijský Las Vegas“. V roce 1999 obnovila ČLR svou suverenitu nad Macaem a od té doby se zde uplatňuje režim jedna země, dva systémy.

## Starověk a středověk
Důkazy o lidské přítomnosti v Macau se datují až do doby před 6000 lety.
Za dynastie Čchin spadalo Macao pod jurisdikci hlavního města velké říše Nan-jüe. Později po r. 111 př. n. l. bylo území rozděleno a Pan-jü se stalo hlavním městem provincie Kuang-tung. Za říše Ťin (265–420) bylo Macao přiřazeno pod městskou prefekturu Tung-kuan, poté za dynastie Suej pod správu okresu Nan-chaj. Mezi lety 618–907 n. l. za říše Tchang spadalo Macao opět pod Tung-kuan.
V 5. století se Macao využívalo hlavně jako přístav pro obchodování s vodou a jídlem. V roce 1152, během dynastie Sung (960–1279 n. l.) bylo území pod jurisdikcí nového okresu Siang-šan. V roce 1277 se v pobřežní oblasti usadilo přibližně 50 000 uprchlíků, hledající útočiště před invazí Mongolů do Číny. (související: Mongolská říše)

### Role Macaa na Hedvábné stezce
Během starověku bylo Macao důležitou součástí Hedvábné stezky jakožto přístavní město. Na jeho březích se nakládalo zboží, které dále putovalo do starověkého Říma. Náklad sestával zejména z hedvábí.

## Zlatá éra
Styky Evropanů s Říší středu započaly nejprve prostřednictvím města Kanton, nejjižnějšího čínského přístavu. Byl hlavním čínským výchozím přístavem pro námořníky. Již v 16. století se usadili Portugalci na skalnatém poloostrově, který leží před deltou na jihozápadě. Macao mělo dlouho monopol pro styky se západem i pro obchod s čínskými kuli, které dováželi do románské Ameriky.

### Portugalská kolonie
Po úpadku Hedvábné stezky se Macao stále drželo na pozici důležitého přístavu v jihovýchodní Asii. Jeho význam se následně zvýšil příchodem portugalských mořeplavců.
Úspěchy Kryštofa Kolumba (1451–1506) podnítily Portugalce, aby získali přístup do Asie obeplutím Afriky. Tímto úkolem byl v roce 1502 pověřen Vasco da Gama. Cílem bylo dosažení a upevnění portugalské hegemonie v Arabském moři a na pobřeží Indie. V námořní bitvě porazili arabskou flotilu. Poté s použitím násilí dosáhli v mnoha městech na pobřeží Indie uznání Portugalska jako nadřízené mocnosti. Položil se tak základní kámen pro vytvoření budoucí Portugalské Indie. Poslední stanicí se stalo Macao.
Poté, co podplatili místní úředníky, aby mohli na území dočasně kotvit a pobývat, začali provozovat obchodní činnost. Stali se tak prvními Evropany, kteří se usadili v Číně. Přistěhovali se tam vojáci, obchodníci a později i misionáři. Okolo roku 1573 začali platit nájem čínské vládě. Přestože tam byl v 17. století ustanoven první portugalský guvernér, Portugalci byli přesto nuceni podřizovat se Číňanům. Až do období po Opiových válkách (Druhá opiová válka: 1856–1860) si čínská vláda ponechávala suverenitu nad Macaem. Prováděly se různé kontroly a platily se daně.

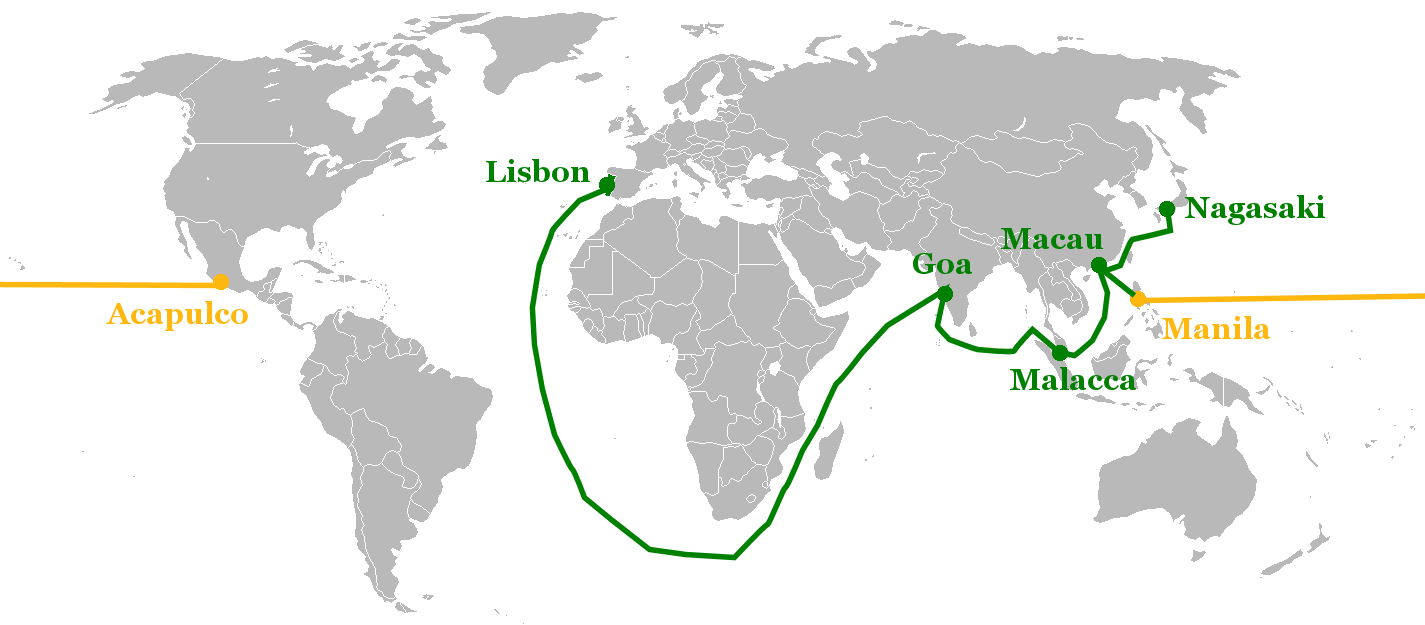
Pozice Macaa během portugalského námořního obchodu

Portugalští dělníci zaměstnávali ve městě Fu-ťien a Kuang-tung mnoho pracovníků, za účelem rozšiřování obchodu, a také aby bylo zajištěno ubytování a služby pro zahraniční podnikatele. Námořní obchod byl velmi lukrativní a opět začal vzkvétat. V návaznosti na dobytí území a vytvoření kolonií roku 1510 v Indii (Goa), r. 1511 v Malajsii (Malakka) a později roku 1542 i v Japonsku (Nagasaki) se vytvořila námořní cesta, která nahrazovala Hedvábnou stezku. Zejména trasy „Macao – Malacca – Goa – Lisabon“, „Kanton – Macao – Nagasaki“ a „Macao – Manila – Mexiko“ byly velmi důležité a velkou částí přispěly k obchodu. Trasa „Kanton – Macau – Nagasaki“ byla obzvláště výhodná, protože právě na ní Portugalci fungovali jako prostředníci mezi Japonskem a Čínou. Z Číny vyváželi hedvábí a z Japonska stříbro.
Úpadek portugalské koloniální říše od 17. století měl souvislost s větší angažovaností Britů, Francouzů a Nizozemců v zámoří, Portugalci nedokázali konkurenci silnějších národů efektivně čelit.
Ve snaze obnovit námořní obchod v Macau a dostat se znovu na vrchol donutila portugalská vláda panovníky dynastie Čching, aby r. 1887 podepsali čínsko-portugalskou smlouvu, která stanovila Portugalce jako správce Macaa a přilehlých oblastí na věčné časy.

## Po roce 1949
Čínská vláda nikdy oficiálně s koloniálním statutem, deklarovaným Portugalskem v roce 1955, nesouhlasila a považovala portugalskou přítomnost na území za nelegitimní. Otázka suverenity tak zůstala nevyjasněná, protože Macao nebylo nikdy Portugalsku oficiálně pronajato nebo přenecháno. V témže roce čínská vláda zakázala oslavy k výročí 400 let portugalské přítomnosti a napjatá situace mezi oběma stranami eskalovala v 60. letech vlnou nepokojů, související s probíhající Kulturní revolucí.

### Dekolonizace
Popularita portugalských autorit utrpěla hlavně 1-2-3 Incidentem (一二三事件). Spor ohledně přerušení nepovolené stavby školy v Taipě vyústil v násilné demonstrace, jejichž účastníci se inspirovali Rudými gardami, osm Číňanů bylo zabito a 212 zraněno. Guvernér José Manuel de Sousa e Faro Nobre de Carvalho vyjádřil veřejnou omluvu za policejní zákroky, důsledkem však bylo utlumení činnosti jak policie, jejíž členové se báli útoků, tak vlády. Pořádek sjednávaly jiné organizace (společenské, náboženské, ekonomické), např. Čínská obchodní komora. Neoficiálním zástupcem Pekingu v Macau se stal Ho Yin, předseda Čínské obchodní komory a díky svým kontaktům na triády důležitá osobnost místní čínské komunity. Jeho syn se později stal prvním šéfem exekutivy.
Nová portugalská vláda, která nastoupila po Karafiátové revoluci v roce 1974, usilovala o normalizaci vztahů s Čínou. V roce 1975 Portugalsko nabídlo, už podruhé, navrácení Macaa Číně a čínská vláda na to podruhé nepřistoupila. Macao bylo tehdy pro Čínu zdrojem zahraničních financí a absence oficiálních vztahů se zeměmi, z nichž importovala vzácné kovy a další zboží, pro ni mohlo být výhodné.
V roce 1976 byla portugalským parlamentem schválena Ústava (Macau Organic Statute), která Macau jako "čínskému území pod portugalskou správou" garantovala větší politickou autonomii. Zároveň ustavila Legislativní radu, která se dělila o moc s guvernérem. Úřad guvernéra, portugalského zástupce na území Macaa, byl obsazován od roku 1623. Volby do legislativní rady se konaly každé 4 roky. Skládala se ze 17 zákonodárců, z nichž 6 bylo voleno přímo, 6 nepřímo a 5 jmenováno guvernérem. Od roku 1990 bylo členů 23, z toho 8 volených přímo, 8 nepřímo a 7 jmenováno.
První volby v roce 1976 protežovaly kandidáty portugalské národnosti, kteří na rozdíl od Chanů nemuseli splnit požadavek minimálně pětileté rezidence. Jediným etnickým Číňanem zvoleným přímo tak byla Susana Chou, která mluvila plynně portugalsky a později v letech 1999-2009 vykonávala funkci předsedkyně legislativní rady. Tento požadavek zrušil v roce 1984 guvernér Vasco Almeida e Costa a skrz přímou volbu byli téhož roku zvoleni dva Chanové, přičemž obsadili i všech šest křesel volených nepřímo. V roce 1992 byl v přímé volbě zvolen jeden Makánec a v roce 1996 už žádný. Jednalo se o poslední volby před předáním území čínské vládě a zvolení zákonodárci zůstali ve funkci do roku 2001. Almeida e Costa byl přesvědčen, že Macao bude dříve nebo později vráceno Číně, proto se snažil čínské straně vycházet vstříc.

### Navázání diplomatických vztahů
Prvním z guvernérů, který navštívil ČLR, byl v roce 1978 José Leandro. Po navázání diplomatických vztahů mezi Čínou a Portugalskem 8.2.1979 byli oficiálně pozváni všichni jeho nástupci. V únoru 1979 byla zároveň podepsána tajná portugalsko-čínská dohoda, která vymezuje Macao jako čínské území pod dočasnou portugalskou správou, přičemž nebylo definováno, na jak dlouho.
O rok později se s Teng Siao-pchingem v Pekingu sešel guvernér Melo Edigio, otázku navrácení Macaa ale načal až čínský ministr zahraničí Chuang Chua v roce 1982 při setkání s portugalským prezidentem Eanesem v Lisabonu. Eanesova návštěva v Pekingu v květnu 1985 pak měla sloužit k časovému rozvržení ohledně vyjednávání. Čínskou delegaci vedl schopný vyjednavač Čou Nan. Číňané měli schopné portugalské mluvčí, na rozdíl od portugalské strany, která nebyla vybavena tak dobře jazykově a navíc postrádala experty na čínskou taktiku vyjednávání.
Portugalci chtěli vyčkávat, ale Čou Nan o rok později při návštěvě Lisabonu upřesnil, že čínská vláda chce vyřešit jak otázku Hongkongu, tak Macaa ještě před koncem 20. století.

### Vyjednávání o přechodu pod čínskou správu
Oficiální vyjednávání začalo v roce 1986. 13.4.1987 bylo v Pekingu podepsáno čínsko-portugalské prohlášení o převzetí suverenity. Podpisem to stvrdili čínský předseda Státní rady Čao C'-jang a portugalský předseda vlády Anibal Antonio Cavaco Silva. Přítomen byl i tehdejší čínský prezident Teng Siao-pching.
Krátce poté rezignoval na svou funkci guvernér Joachim Pinto Machado Correia a nastoupil Carlos Melancia, i ten ale o tři roky později rezignoval s odůvodněním, že není schopen poradit si s korupcí a správními problémy regionu. Kritizovaný Melancia po své návštěvě v Číně v roce 1988 nastínil, jak by mělo vypadat postupné obsazování funkcí veřejné správy Chany až do roku 1999 - tzv. politiku lokalizace. V témže roce byla utvořena komise, jejímž úkolem bylo vytvořit návrh Základního zákona. Ten byl 31.3.1993 schválen Všečínským shromážděním lidových zástupců a měl vstoupit v platnost po předání. V únoru 1989 byla vedle portugalštiny stanovena jako oficiální jazyk čínština.
V červnu 1989 v reakci na Masakr na Náměstí nebeského klidu proběhly v Macau poklidné demonstrace. Po těchto událostech Čína hledala podporu Lisabonu, která by pomohla zlepšit vztahy s ostatními zeměmi EU. Portugalsko se, na rozdíl od Britů, k událostem nevyjadřovalo kriticky. Do Lisabonu se v roce 1992 vydal premiér ČLR Li Pcheng a jak Cavaco Silva, tak prezident Mária Soares později navštívili Peking.
Do té doby přátelské vztahy se ale v polovině 90. let zhoršily, a to jak z důvodu upadající ekonomiky, tak neschopnosti portugalské správy udržet pořádek. Ve funkci byl v letech 1991-99 poslední guvernér, Vasco Rocha Vieira. Jako špatně načasovaná se mohla jevit i návštěva prezidenta Jorge Sampaia v Číně krátce po smrti Teng Siao-pchinga v únoru 1997.
Během roku 1997 pak bylo zabito nejméně 20 osob ve válkách mezi gangy kvůli ziskům z gamblingu a prostituce. Odhadovalo se, že v triádách bylo zapojeno na 10 000 členů a jedním z důvodů, proč se jim dařilo, bylo to, že byly řízeny z pevninské Číny, kam se jejich členové uchylovali, páchali-li trestnou činnost. Válčení gangů vyvrcholilo zabitím tří veřejných činitelů v roce 1998, došlo k bombovému útoku na auto velitele policie. Avizovaný přechod pod Čínu tak byl pro obyvatele příslibem větší kontroly a bezpečí.
Vztahy byly napjaté i kvůli prohlášení Pekingu o umístění ČLOA v Macau, odmítnutí pozvat na ceremonii zástupce Vatikánu a kvůli postoji Pekingu k otázce Východního Timoru. Ceremonie, která se konala v poledne 20.12.1999 se zúčastnil Sampaio a Ťiang Ce-min a Macao se tak stalo Zvláštní správní oblastí ČLR.

## Pod správou Číny
Základní zákon (zjednodušené znaky: 澳门 特别行政区基本法, pinyin: Àomén tèbié xíngzhèngqū jīběnfǎ), který vstoupil v platnost 20.12.1999, upravuje politické, společenské a ekonomické uspořádání na dalších 50 let v souladu s modelem „jedna země, dva systémy". Pozici guvernéra nahradil šéf exekutivy (zjednodušené znaky: 行政長官), který jmenuje výkonnou radu (zjednodušené znaky: 行政会) o 7-11 členech. Legislativní rada (zjednodušené znaky: 立法会) se skládá z 27 členů, přičemž 10 je volených přímo, 10 nepřímo přes zájmové skupiny a 7 jmenováno na funkční období 4 let
Prvním šéfem exekutivy se stal v roce 1999 Edmund Ho Hau Wah, zvolen byl i v následujícím období a podle průzkumů se těšil větší popularitě než jeho předchůdce Vieria i než jeho hongkongský protějšek Tung Chee-hwa.
Protože 96 % obyvatelstva byli v době předání Chanové (Makánci asi 2 %), pokračovala čínská vláda v tzv. politice lokalizace – postupném odstavování portugalských imigrantů z veřejné správy a z právního odvětví a jejich nahrazování Chany, případně Makánci. Tři hlavní cíle (三大问题), vytyčené už dříve Společnou čínsko-portugalskou styčnou skupinou zahrnovaly taktéž prosazování čínštiny.
Čínská vláda neuznává dvojí občanství, proto se po předání všichni místní Chanové stali občany ČLR. Pokud měli portugalské pasy, byly už dříve nahlíženy čínskou vládou jako pouhé cestovní doklady bez jakékoli konzulární ochrany na čínském území. Makánci si mohli vybrat mezi čínským nebo portugalským občanstvím, portugalské občanství je ale vylučovalo z vedoucích pozic ve veřejné správě.
Druhým šéfem exekutivy se stal Fernando Chui, kterého po dvou obdobích vystřídal ve funkci v prosinci 2019 Ho Lat Seng.